# Universal Beam (BS)
Universal Beam oder kurz UB sind Stahlträger beziehungsweise Stahlprofile genormt nach der BS4 Part 1. Sie sind das britische Äquivalent zu IPE-Formstahl-Träger. Der Unterschied zwischen UB- und IPE-Trägern ist, dass UB-Träger auf britischen Einheiten basieren und IPE-Träger auf metrischen Einheiten. Jedoch werden inzwischen auch UBs in umgerechneten metrischen Einheiten definiert. Ein Beispiel, wie ein UB angegeben wird, ist 914x419x388 UB. Dabei ist 914 die Höhe in mm, 419 die Breite in mm und 388 das Längengewicht in kg/m. Genormt gab es UBs seit 1959. Sie haben die British Standard Beams ersetzt. Damals wurden die UBs in der BS4 Part B definiert und erst 1962 wurde BS4 Part 1 eingeführt.